# Josita Hernán
Josefina Hernández Meléndez, conocida como Josita Hernán (Mahón, Islas Baleares, 25 de febrero de 1914 – Madrid, 6 de diciembre de 1999), fue una actriz de cine, de doblaje y de teatro, directora de escena y profesora de teatro español en el Conservatorio Nacional Superior de Arte Dramático de París.

## Biografía
Josita Hernán nació en el seno de una familia liberal, de raigambre militar, próxima a las élites artísticas e intelectuales de España y Francia, e interesada en el teatro: su padre, Antonio Hernández Ballester, militar de Infantería de profesión, fue asimismo el crítico teatral de La Correspondencia militar hasta 1931, y su madre, Remée de Hernández (Remée Meléndez Galán), lo fue en calidad de corresponsal para el diario Comœdia, de París. 
Falleció en Madrid, el 6 de diciembre de 1999.

## Trayectoria profesional: teatro, cine y docencia
Sus primeras experiencias como actriz tuvieron lugar en dos sesiones teatrales organizadas por el Lyceum Club Femenino, entre 1928 y 1929, y en El Caracol, de Cipriano de Rivas Cherif, donde participó en los ensayos de Amor de don Perlimplín con Belisa en su jardín, de Federico García Lorca. En enero de 1930, Josita Hernán debutó en el Teatro Español con la compañía de María Guerrero y Fernando Díaz de Mendoza en Las mocedades del Cid interpretando a Doña Urraca. Unos meses más tarde, se enroló en la Compañía de dramas policíacos Caralt, donde permaneció hasta el final de aquel año. En la temporada siguiente, 1931-1932, la actriz ingresó en la compañía de Irene López Heredia y Mariano Asquerino con motivo del estreno de El embrujado, de Ramón del Valle-Inclán. Permaneció en la formación hasta enero de 1932 para interpretar uno de los principales papeles de Érase una vez en Bagdad, de Eduardo Marquina. Más tarde, ese mismo año, Hernán regresaría junto al director de escena Ramón Caralt, en cuya compañía solo trabajó durante unas semanas, ya que la artista se trasladaría a París para trabajar en los estudios de Joinville de la Paramount. En esta nueva etapa como actriz de cine, Hernán participó en dos películas, La casa es seria y Melodía de arrabal, ambas protagonizadas por Imperio Argentina y Carlos Gardel. Asimismo, se inició en el doblaje de películas al español, una tarea en la que tuvo la oportunidad de conocer a Luis Buñuel, que recurriría a ella, unos años más tarde, para el rodaje de ¡Centinela, alerta!
No será, sin embargo, hasta la década de 1940 cuando Josita Hernán alcance una enorme popularidad en España, fundamentalmente como actriz cinematográfica. Fue gracias al gran éxito de la película La tonta del bote, de Gonzalo Delgrás, que protagonizó en 1939 junto a Rafael Durán. Este emparejamiento artístico, conocido como "la pareja ideal", se rentabilizó en tres películas más, de la productora valenciana Levante Films: Muñequita, El 13.000, las dos de Ramón Quadreny, y Pimentilla, de Juan López de Valcárcel, rodadas entre 1940 y 1941. El éxito alcanzado por los artistas los llevó a formar una compañía de teatro, con la que recorrieron el país los primeros meses de 1941. Tras el rodaje de Pimentilla, Josita Hernán y Rafael Durán separaron sus trayectorias, que volverían a cruzarse de forma puntual para los rodajes de Ella, él y sus millones, de Juan de Orduña y Un viaje de novios, de Gonzalo Delgrás, en 1944 y 1947 respectivamente. 
Desde 1941 hasta 1950, Josita Hernán asumió la dirección de su propia compañía teatral, con la que se dedicó a interpretar comedias por los teatros de toda España. Compaginó esta actividad con el rodaje del resto de su filmografía. En los años cincuenta, se interesó por la actividad de los teatros de cámara. En La Carbonera, el teatro de arte de Piedad Salas, participó en el estreno, en 1956, de Té y simpatía Archivado el 16 de octubre de 2017 en Wayback Machine., de Robert Anderson. 
En 1953 se trasladó a París para estudiar dirección escénica en el Conservatorio Nacional de Arte Dramático. Aunque pretendía regresar a España para formar una nueva compañía, el director del centro, Roger Ferdinand, le propuso ocupar una cátedra de Teatro Español en el Conservatorio. Josita Hernán aceptó e impartió esta asignatura hasta 1975. Gracias al apoyo de los gobiernos francés y español, entre 1959 y 1974 formó sucesivas compañías con sus alumnos del Conservatorio, cuya actividad aproximó el teatro breve, clásico y contemporáneo, al público rural de diversas localidades de Andalucía o Castilla-La Mancha, entre otras provincias. Además, se interesó por la reivindicar la importancia de la formación actoral.

## Otras actividades
Además de actriz, Josita Hernán fue colaboradora habitual en numerosas revistas y en varios programas de Radio Nacional de España y Radio Madrid. Fue aficionada a la pintura y expuso su obra en varias ocasiones, en Madrid y en París. Tradujo del francés a varios autores y escribió novela y poesía. La recopilación de sus poemas se editó en 1997 bajo el título de Altavoz de caracolas.

## Filmografía
- El Libro de Buen Amor (Tomás Aznar, 1974)
- Un viaje de novios (Gonzalo Delgrás, 1947)
- Las inquietudes de Shanti Andía (Arturo Ruiz-Castillo, 1947)
- Un hombre de negocios (Luis Lucia, 1945)
- Ángela es así (Ramón Quadreny, 1945)
- Ella, él y sus millones (Juan de Orduña, 1944)
- Mi enemigo y yo (Ramón Quadreny, 1944)
- Una chica de opereta (Ramón Quadreny, 1944)
- La chica del gato (Ramón Quadreny, 1943)
- La niña está loca (Alejandro de Ulloa, 1942)
- Pimentilla (Juan López de Valcárcel, 1941)
- Sarasate (José Buchs, 1941)
- El 13.000 (Ramón Quadreny, 1941)
- Muñequita (Ramón Quadreny, 1941)
- La tonta del bote (Gonzalo Delgrás, 1939)
- ¡Centinela, alerta! (Jean Grémillon, 1936)
- La bien pagada (Eusebio Fernández Ardavín, 1935)

- Melodía de arrabal (Louis Gasnier, 1933)
- La casa es seria (Lucien Jaquelux, 1932)